# Imagia
Imagia er en dansk kortfilm fra 2012 instrueret af Amalie Malmgren Asmild efter eget manuskript.

## Handling
Aliena drager ud på en rejse for at finde Imagia - og finde sig selv. Hun rejser ud i skoven, men mennesker bliver ved med at forfølge hende. Hun flygter fra dem gennem en allé af træer med malerier hængende på stammerne, og pludselig står hun på en bakke foran drømmetræet. På bakken står en mand med et samuraisværd. Hun flygter fra ham og løber direkte ud på en eng. Der lyder et råb, en pige kommer løbende mod hende med hånden knyttet. Pigen stopper op og løfter langsomt hovedet, ser mod dragen hun holder, der når op over trætoppene. Aliena er allerede flygtet ind i skoven. På bakken står manden igen og laver kampteknik, da en lille pige kommer ridende på en islandsk hest. Hun rider hen til Aliena, fortæller at hesten hedder Pruste og spørger om Aliena vil hjem til hende og lege, for hun har lige fået en dukke i fødselsdagsgave. Aliena prøver at trække sig ud men pludselig står de foran et gammelt bondehus, og den lille pige, Sofie, trækker hende ind i huset. I huset står en kunstner og maler på tre forskellige lærreder, samtidig med at hun laver mad. Hun synger Lille Peter Edderkop men i sangen flygter edderkoppen fra en mand med en sort kappe. 
Sofie trækker Aliena ind på sit værelse, viser hende dukken og siger, at den hedder Pruste. Hun ville have haft en hest, men det var alt for besværligt, så hun fik en dukke i stedet. De går ud i køkkenet for at lege, og Sofie får Aliena til at love, at hun vil passe på dukken. Sofie leger, at hun kommer ridende på Pruste og ser Aliena, der ser forfærdet mod bakken og drømmetræet. Aliena genkender scenariet, springer op og taber dukken på gulvet. Sofie begynder at græde og løber ind på sit værelse. Aliena følger efter, men pludselig står hun ude i skoven. Menneskene står i en ring omkring hende - siger at hun har svigtet, at det er hendes skyld. Aliena skriger og falder sammen på køkkengulvet. Hun begynder at græde. Kunstneren står stadig og maler, mens hun synger om Imagia. Aliena bliver stille. Hun sidder som i trance, hvisker at hun har mistet fantasien, og at vejen er blokeret. Kunstneren svarer forundret, at vejen kun er blokeret, fordi hun forestiller sig det. Hvad hvis manden ikke var farlig? Hvad hvis han spillede violin?. 
Pludselig kommer Sofie løbende ind og giver hende dukken. Aliena vil først ikke tage imod den, siger at de er Sofies hest, men Sofie svarer glædestrålende, at hun har en hest. De klapper dukken Pruste sammen. Aliena svinger kappen om skuldrene men vendt på vrangen. Undersiden er farverig. Hun forlader huset. Ude i skoven står menneskene, men hun er ikke længere bange for dem. De flytter sig for hende, på bakken står manden og kæmper vildere end nogensinde. Aliena går helt hen til ham og knuger dukken ind til sig. Pludselig står han med en violin, musikken lyder under drømmetræet. Hun går hen over bakken, uden at se sig tilbage.